# Cảnh Minh vương
Cảnh Minh Vương (mất 924, trị vì 917–924) là quốc vương thứ 54 của Tân La. Ông là con trai cả của Thần Đức vương và Nghĩa Thành (Uiseong) vương hậu họ Kim. Ông có tên húy là Phác Thăng Anh (朴昇英, 박승영, Bak Seung-yeong).
Ông lên ngôi năm 917, trị vì đất nước trong thời đại Hậu Tam Quốc, khi phần lớn lãnh thổ trước đố đã bị phân chia giữa Hậu Bách Tế và Thái Phong.
Năm 918, Vương Kiến (Wang Geon) lật đổ Cung Duệ (Gung Ye), người trị vì Thái Phong và lập nên Cao Ly.
Cùng năm 918 hoàng đế Gia Luật A Bảo Cơ của Đại Khiết Đan quốc tiến hành xâm lược vương quốc Bột Hải (đời vua Đại Nhân Soạn) trên diện rộng. Vua Đại Nhân Soạn đã gửi hai sứ giả đến hai quốc gia láng giềng là Tân La (đời vua Cảnh Minh Vương) và Nhật Bản (đời Thiên hoàng Daigo) để yêu cầu họ giúp đỡ vương quốc Bột Hải trong việc chống lại Đại Khiết Đan quốc, nhưng Cảnh Minh Vương và Thiên hoàng Daigo đều từ chối lời đề nghị đó.
Vua Chân Huyên của Hậu Bách Tế đã cử một đội quân lớn khác đến Hapcheon của Tân La vào năm 920 và cuối cùng đã thành công trong việc lập quyền kiểm soát với vùng này, buộc vua Cảnh Minh Vương của Tân La phải liên minh với Cao Ly của Vương Kiến. Liên minh Tân La - Cao Ly này đã có thể đánh đuổi được quân Hậu Bách Tế trong trận thành Daeya. Tuy nhiên, sau đó nhiều tướng lĩnh Tân La ở biên thùy đã lựa chọn rời bỏ Tân La để gia nhập quân Cao Ly, vì vậy hoàn cảnh của vua Cảnh Minh Vương vẫn không tốt hơn so với trước. Sau đó Chân Huyên xâm chiếm vùng Andong ngày nay, song cuộc tấn công này đã bị lính Tân La tại địa phương đánh bại. Chân Huyên đã buộc phải sinh sống hòa bình với Cao Ly sau cuộc chiến, thông qua trao đổi con tin là các thành viên vương thất. Tuy nhiên, khi hay tin cháu trai của Chân Huyên chết, Chân Huyên cũng đã sát hại con tin của Cao Ly, anh ẹm họ của Vương Kiến, và tiếp tục cuộc chiến chống lại Cao Ly.
Để đối phó với Cao Ly (đời vua Cao Ly Thái Tổ) và Hậu Bách Tế (đời vua Chân Huyên), Cảnh Minh Vương đã tìm kiếm viện trợ từ nhà Hậu Đường (đời vua Hậu Đường Trang Tông) và đã gửi một đoàn sứ thần sang Lạc Dương triều cống vào năm 923 song đã không thành công. Sau khi băng hà vào năm 924, ông được chôn ở phía bắc của Hoàng Phúc tự (Hwangboksa). Em trai ông là Phác Ngụy Ưng (朴魏膺, 박위응, Bak Wi-eung) lên kế vị ngôi vua Tân La, tức là vua Tân La Cảnh Ai Vương.